# Paraphidippus disjunctus
Paraphidippus disjunctus är en spindelart som först beskrevs av Banks 1898.  Paraphidippus disjunctus ingår i släktet Paraphidippus och familjen hoppspindlar. Inga underarter finns listade i Catalogue of Life.